# Midnighter
Midnighter es un superhéroe de WildStorm Studios, perteneciente al equipo de superhéroes The Authority. Fue creado por Warren Ellis (escritor) e ilustrado por Bryan Hitch. Apareció inicialmente en Stormwatch antes de aparecer en las historias de Authority y protagonizar su propia serie de libros. Algunos han visto en este personaje una reinterpretación violenta de otro superhéroe de DC Comics, Batman, y su relación con su compañero Apollo análoga a la de Batman/Superman en "World's Finest Team". Aunque, a diferencia de Batman, Midnighter sí tiene habilidades sobrehumanas, y con frecuencia mata a sus oponentes. Sus poderes vienen de poseer modificaciones físicas que le permiten ser un luchador excepcional y poder calcular en su cerebro más de un millón de maneras de vencer en una batalla. 
En una entrevista para Comic Values Annual (1999), editado por Alex G. Malloy, Warren Ellis describió a Midnighter parecido a La Sombra interpretado por John Woo. En sus historias a Midnighter raramente se le ve sin su traje.
Midnighter es homosexual y mantiene una relación con Apollo, quien durante la serie se convierte en su marido. Tras casarse adoptaron a Jenny Quantum como su hija.

## Descripción

### Físico
Según los datos de su carné de conducir, sus características físicas son:
- Altura: 6' 5" (aproximadamente 2 metros)
- Peso: 165 lbs. (aproximadamente 75 kilos) (aunque aparenta entre 100 y 105 kilos).
- Ojos: marrones
- Pelo: castaño (aunque algunas veces se le representa como rubio; en un ejemplar de Stormwatch: Team Achilles Midnighter dice que es pelirrojo pero que se tiñe de rubio)[5]

### Superpoderes
Las habilidades de Midnighter fueron diseñadas por Bendix para darle una ventaja integral en el combate cuerpo a cuerpo y las situaciones tácticas. Fue diseñado más que como un superhéroe, como un supersoldado. Su cuerpo ha sido modificado para darle un equilibrio sobrehumano; a la vez su fuerza, velocidad, reflejos, cinco sentidos, el sistema inmunitario han sido intensificados entre varias mejoras más.
Sus fibras musculares mejoradas le dan tanta fuerza que le permiten desmembrar a robustos oponentes con sus manos desnudas, ya que normalmente no usa armas de fuego. Además tiene terminaciones nerviosas más eficientes que le proporcionan reacciones más rápidas que cualquier otro humano o superhumano. Midnighter puede llegar a moverse más rápido de lo que el ojo humano (o superhumano) pueda percibir. 
También tiene implantes destinados a sobrevivir en condiciones de lucha extremos. Puede apagar y encender sus receptores de dolor para poder continuar luchando en situaciones donde el dolor paralizaría a cualquier humano, aunque no puede eliminarlo todo el tiempo. También ayuda su capacidad de curación y regeneración de tejidos acelerada. Ha sufrido multitud de lesiones de las que se ha recuperado sin secuelas como el cuello y miembros rotos, su pecho atravesado, envuelto completamente en llamas y ha contraído varios virus mortales (incluido el sida) de los que pronto ha sanado. Puede sobrevivir en ambientes anaeróbicos en periodos cortos y posee un corazón secundario para complementar la actividad del primero.
La habilidad más famosa de Midnighter es su poder para calcular y pronosticar las múltiples situaciones que se pueden presentar en una batalla antes que comience, con un factor de exactitud casi absoluto. Entre sus implantes de lucha se incluye una computadora de combate que le permite visualizar en su mente millones de situaciones de combate, casi instantáneamente, lo que le hace elegir la más apropiada antes de dar el primer puñetazo. Puede predecir los movimientos de su oponente, contraatacando incluso antes de que ellos hayan pensado lo que iban a hacer. Midnighter menciona que su superpoder le permite visualizar como quiere que sea el transcurso de la batalla y solo tiene que dar marcha atrás y seguir los pasos correctos para que transcurra de esa forma.
Los poderes de Midnighter pueden ser neutralizados en determinadas circunstancias. Como todos sus implantes superhumanos fueron insertados por Henry Bendix, este podía manipularlos. También el equipo Achilles una vez fue capaz de usar un simple control remoto para desactivarlos temporalmente tras haber accedido a los archivos secretos de Bendix. Así tras haber sido neutralizados varias veces Midnighter consiguió la ayuda del Ingeniero para hacer sus implantes a prueba de interferencias.

## Historia del personaje

### Stormwatch
Midnighter formaba parte de uno de los grupos de Stormwatch creado por el primer Weatherman, Henry Bendix. La existencia del grupo era alto secreto, nadie excepto Bendix lo conocía. Bendix les convirtió en superhumanos, les dio los trajes especiales y sus nombres en clave, haciéndoles olvidar sus identidades anteriores. De su vida anterior se menciona que formaba parte de una unidad de las fuerzas especiales llamado el "Gay Team" (Literalmente "Equipo Alegre" aunque esto puede que sea sólo una broma basada en el juego de palabras).
Este grupo secreto fue aniquilado en su primera misión, sobreviviendo solo él y Apollo. Entonces ambos se convierten en héroes errantes y se pasan los siguientes cinco años luchando en secreto en los bajos fondos de América buscando hacer el mundo un lugar mejor. Posteriormente una misión los lleva hasta Gran Bretaña, donde frustran un intento de Bendix para experimentar con niños y crear superhumanos, durante su desarrollo entran en contacto con el MI5. Ellos seguían siendo desconocidos para el resto de Stormwatch hasta que Christine Trelane encuentra los ficheros de su grupo tras la caída de Bendix.
Jackson King, anteriormente conocido como Battalion y ahora el nuevo Weatherman, ordena encontrarlos, sin tener la certeza si son héroes o villanos. Encuentran a Midnighter y Apollo en medio de una misión que consistía en capturar armas fabricadas en "Nevada Garden", una referencia del primer Engineer. Midnighter y Apollo al principio atacan al equipo de Stormwatch, creyendo que están bajo las órdenes de Bendix, pero cejan en cuanto les dicen que Bendix había muerto. Con la ayuda de King toman por la fuerza el Garden del ejército de EE. UU. y este en retribución les concede lo que habían pedido: una nueva vida lejos de Stormwatch.

### The Authority
Tras la destrucción de Stormwatch Jenny Sparks convence a Midnighter y Apollo para salir de su retiro y unirse a un nuevo grupo llamado The Authority. Un formidable luchador con una actitud sarcástica como Midnighter personifica la imagen del nuevo grupo con el cometido de luchar por un mundo mejor, lo que incluye a los poderes fácticos y los gobiernos del mundo.
La relación entre Midnighter y Apollo, aunque insinuada anteriormente, se revela en The Authority n.º 8. Midnighter es el artífice de la primera victoria significativa del grupo, la derrota del dictador Kaizen Gamorra, lo que logró dejando caer el Carrier, el barco base de operaciones de 50 millas de largo, sobre la base de Gamorra en la isla.
Durante la trama de la historia Transferencia de poder, Midnighter es el único miembro del grupo que se escapa de ser capturado cuando el gobierno de Estados Unidos ordena atacar a Authority y reemplazarlos por sustitutos manipulables. Midnighter escapa del Carrier con la bebé Jenny Quantum y se le clasifica como muerto. Sin embargo regresa para derrocar al equipo marioneta y rescatar a Apollo de su encarcelamiento donde era sometido a torturas por sus captores. Poco después Midnighter y Apollo se casan y adoptan a Jenny. 
Midnighter tiene un papel central en las historias de Revolución, de Ed Brubaker y Dustin Nguyen. Una aparente visita del Apollo del futuro, convence a Midnighter que está en camino de convertirse en un dictador maligno. Para evitar este fatídico destino abandona el equipo, provocando su disolución y volviendo a luchar solo en las calles. Jenny, que se queda sola con Apollo, aprovecha sus poderes para hacerse a sí misma crecer hasta la adolescencia y reúne de nuevo a Authority. Trata de convencer a Midnighter para que regrese al equipo y descubre que está siendo manipulado por Henry Bendix, al que todos creían muerto y que ahora es capaz de saltar entre dimensiones. Bendix consigue controlar mentalmente a Midnighter para que luche a su favor, pero El Ingeniero consigue destruir el dispositivo, entonces Midnighter mata a Bendix arrancándole la columna.
Las circunstancias obligan a Midnighter, muy a su pesar, a colaborar con Kev Hawkins, un antiguo soldado de las SAS homofóbico y protagonista de la historia del mismo nombre Authority: Kev (escrita por Garth Ennis). La relación ya empieza mal con lo ocurrido en su primer encuentro cuando Kev mata a Midnighter, Apollo y el resto del grupo y tienen que ser resucitados en el Carrier. En su último encuentro desbaratan el proyecto Roble real del MI5 que intentaba repetir los experimentos de Bendix.

### Midnighter(serie)
El 1 de noviembre del 2006 se empieza a publicar la continuación de las aventuras de este superhéroe en su propia serie de libros. Siendo la pareja de creadores en esta etapa Garth Ennis y Chris Sprouse. 
El tema de la primera historia trata del secuestro de Midnighter por parte de agentes de un hombre llamado Paulus, cuando viajaba por medio del portal de teleportación del Carrier. Paulus le comunica a Midnighter que ha reemplazado su corazón secundario por una bomba por control remoto y amenaza con estallarla si no asesina a Adolf Hitler. Es enviado atrás en el tiempo antes de la Primera Guerra Mundial a la época en que Hitler sólo es un joven soldado del ejército alemán, pero es apresado por la policía del tiempo del siglo 95 antes de llevar a cabo su misión. En su intento por escapar rompe la máquina del tiempo de los oficiales del futuro en el año 1945, poco antes de que Hitler se suicidara. Posteriormente se alía con la policía y retorna a su propio tiempo, donde amenaza a Paulus con borrarle de la historia matando a una versión suya más joven que había secuestrado. No se llega a comprobar si hubiera sido capaz de ejecutar o no al niño ya que finalmente no tiene que hacerlo. Tras esto Mindnighter regresa al Carrier e inmutable como siempre se va a otra misión, a Irak.
A esta primera serie le siguen cuatro historias individuales. Midnighter n.º 6 un universo alternativo de estética samurái. Midnighter n.º 7, de Brian K. Vaughan y Darick Robertson, explora la forma en la que el cerebro de Midnighter procesa los combates recorriendo la historia desde el final hacia el principio. En Midnighter n.º 8, de Christos Gage y John Paul Leon, Midnighter intenta conectar mejor con los humanos tras una batalla gráfica en público con el Rey suicida.
En los ejemplares del 10 al 16 se desarrolla otra nueva historia larga, creada por Keith Giffen, Jon Landry e ilustrando los últimos números ChrisCross, en la que se detalla los intentos de redescubrir su vida antes de convertirse en superhumanos. Jenny le da un archivo donde se le identifica como Lucas Trent, nacido el 14 de julio de 1967 (lo que le hace tener 40 años en 2007), en Harmony, Indiana. Al visitar esta ciudad descubre que es el centro de operaciones de una organización paramilitar llamada Anthem, cuya intención es tomar el poder en los Estados Unidos para devolverle el espíritu patriótico que creen ha perdido. Mientras combate contra Anthem y sus miembros con superpoderes, como Dawn y Rose, descubre que Jenny ha falsificado los documentos y que nunca había sido Trent, pero de todas formas decide quedarse en Harmony.

### Grifter y Midnighter
En 2007 se inicia la  miniserie Grifter y Midnighter, en la que nos muestra la alianza entre Midnighter y Grifter de los WildCats. El guion fue escrito por Chuck Dixon e ilustrado por Ryan Benjamin.

### Fin del mundo
La miniserie de Wildstorm 2008 El número de la bestia describe la devastación de la Tierra, y da un nuevo escenario para que sigan la nueva serie de Authority, El fin del mundo, de Dan Abnett y Andy Lanning. En esta serie Midnighter aparece como uno de los últimos miembros de Authority capaz de actuar en las ruinas de Londres, llamado Unlondon. Separado de Apollo quien por culpa de una luz solar limitada a la atmósfera superior por una capa de oscura de niebla que cubre la superficie del planeta está confinado a permanecer sobre dicha capa de niebla, que se convierte en un fuerte para los supervivientes.

## Versiones alternativas
En el especial de invierno de Wildstorm de 2005, aparece una historia llamada Apollo y Midnighter: dos ideas peligrosas en la que descubren una realidad alternativa en la que están sus alter ego, Pluto y Daylighter, que tienen los esquemas de color de sus trajes invertidos. Al principio los Apollo y Midnighter creen que son sus homólogos homófobos, pero más tarde se dan cuenta de que son como ellos en una realidad donde han roto.
En una historia individual del número 6 de Midnighter aparece un espadachín superdotado, sin nombre, del Japón feudal que se enamora de un guerreo pacificador chino muy similar a Apollo, el espadachín tiene poderes de percepción del futuro y superfuerza como los de Midnighter.
En Gen¹³ (volumen 4) nº11, una versión adolescente de Midnighter es parte de un equipo, The Authori-teens, que se llama Daybreaker. Viven en la ciudad de Tranquility, localidad ficticia de California. Aunque él y Apollo niño aquí no son abiertamente gais, los sentimientos del uno por el otro son evidentes; Daybreaker dice de Apollo que es "sobreprotector" con él.
En el crossover Planetary/The Authority: Gobernar el Mundo, no solo aparece el Midnighter canónico, también es posible ver una versión suya venida de una dimensión primordial; éste y el resto del equipo Authority intentan entrar en esta dimensión, siendo mostrados como los villanos inmisericordes que todo el mundo temía en que se transformara el equipo de esta dimensión.

## Colecciones
Además de aparecer en varios de muchos de los volúmenes de Stormwatch y The Authority, La colección de su mismo nombre consta de las siguientes series:
1. Midnighter: Killing Machine (collects Midnighter n.º 1-6; 144 páginas, noviembre de 2007, ISBN 1-4012-1477-0)[8]
2. Midnighter: Anthem (collects Midnighter n.º 7, 10-15; 160 páginas, agosto de 2008, ISBN 1-4012-1477-0)[9]
3. Midnighter: Assassin8 (168 páginas, diciembre de 2008, ISBN 1-4012-2001-0)[10]

Otras colecciones:
- Grifter & Midnighter (144 páginas, enero de 2008, ISBN 1401216276)[11]